# Riggs Spring Loop Trail
Le Riggs Spring Loop Trail ou Riggs Spring Fire Trail est un sentier de randonnée américain situé dans le comté de Kane, dans l'Utah. Protégé au sein du parc national de Bryce Canyon, il est inscrit au Registre national des lieux historiques depuis le 25 avril 1995.